# Tunnel de la gare (Helsinki)
Le Tunnel de la gare (finnois : Asematunneli, suédois : Stationstunneln) est un passage piétonnier souterrain à Helsinki en Finlande.reliant la gare centrale d'Helsinki, la station de métro Rautatientori, et donnant accès à différents immeubles du quartier tels que : l'immeuble Makkaratalo, le grand magasin Sokos, l'immeuble Kaivotalo et le centre commercial Forum.  Le Tunnel de la gare dispose aussi de nombreux points de sortie dans les rues alentour, permettant notamment de rejoindre aisément Lasipalatsi et la place de la Gare.

## Galerie

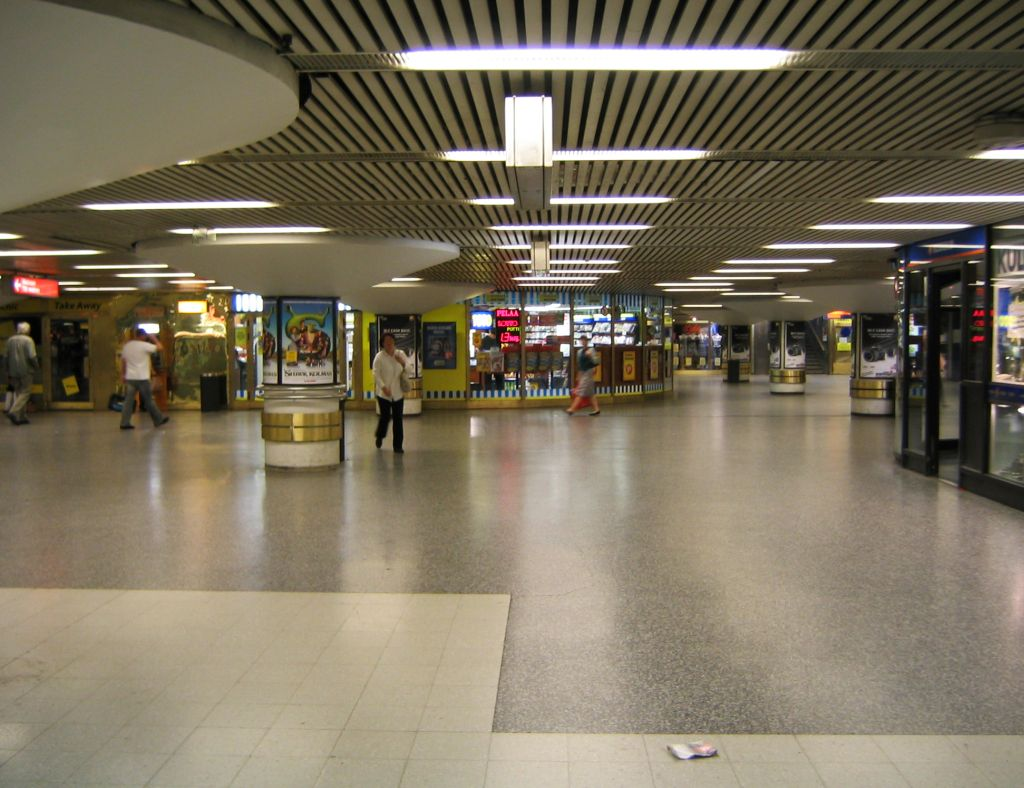
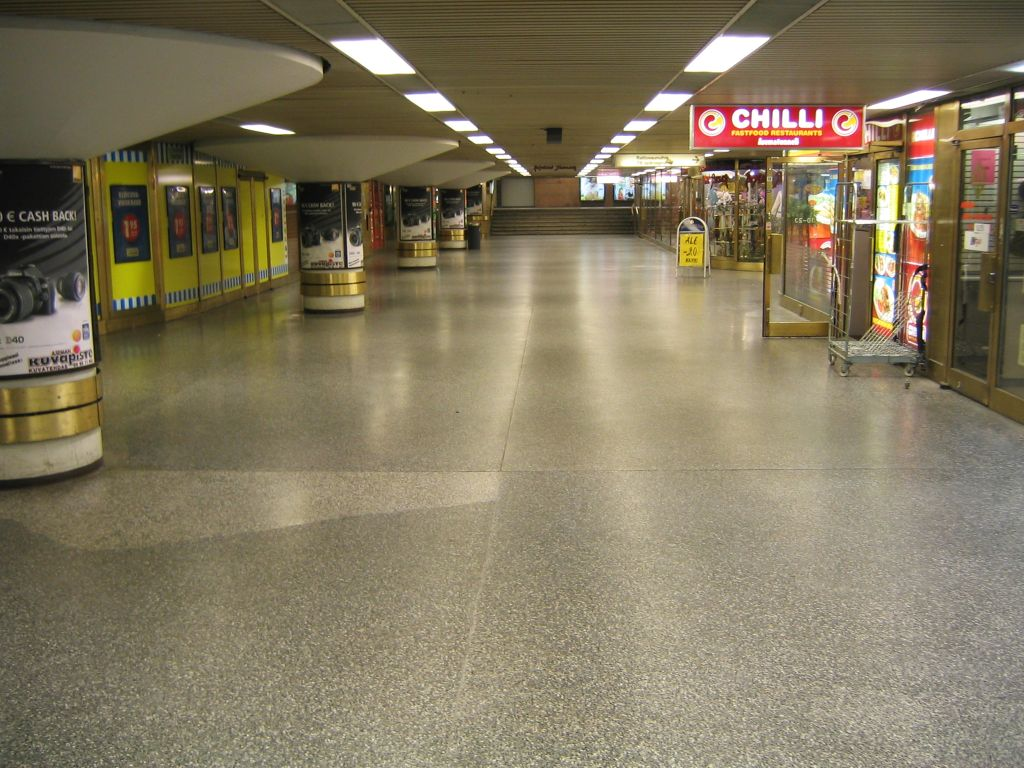
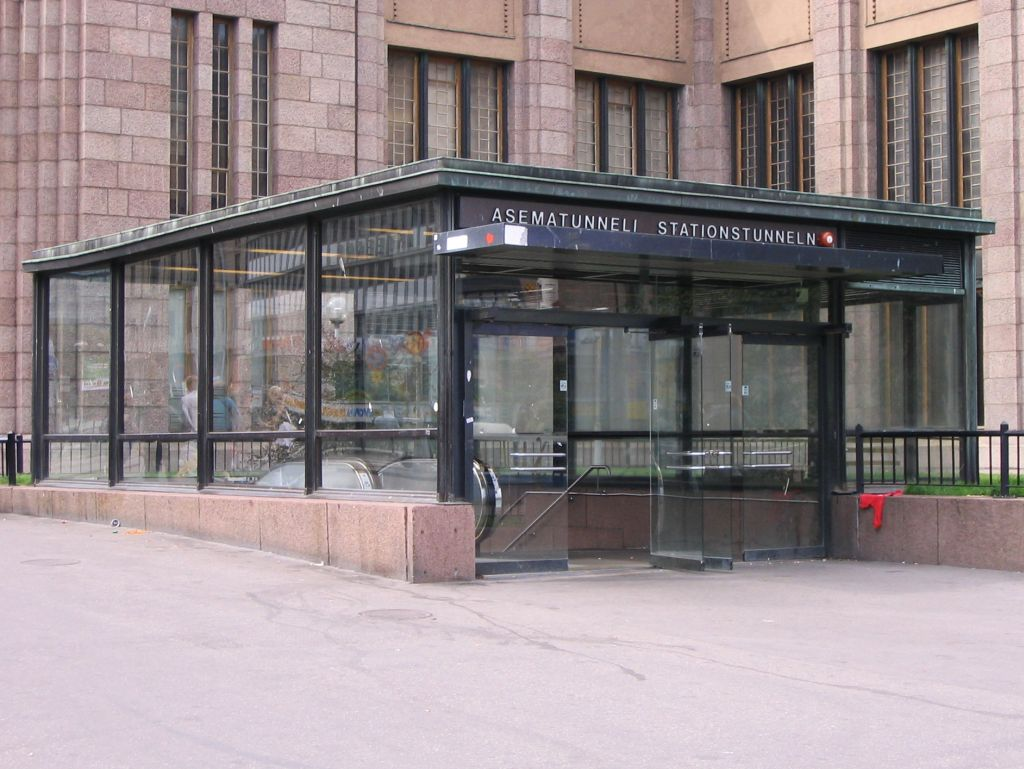